# Popovics Lőrinc

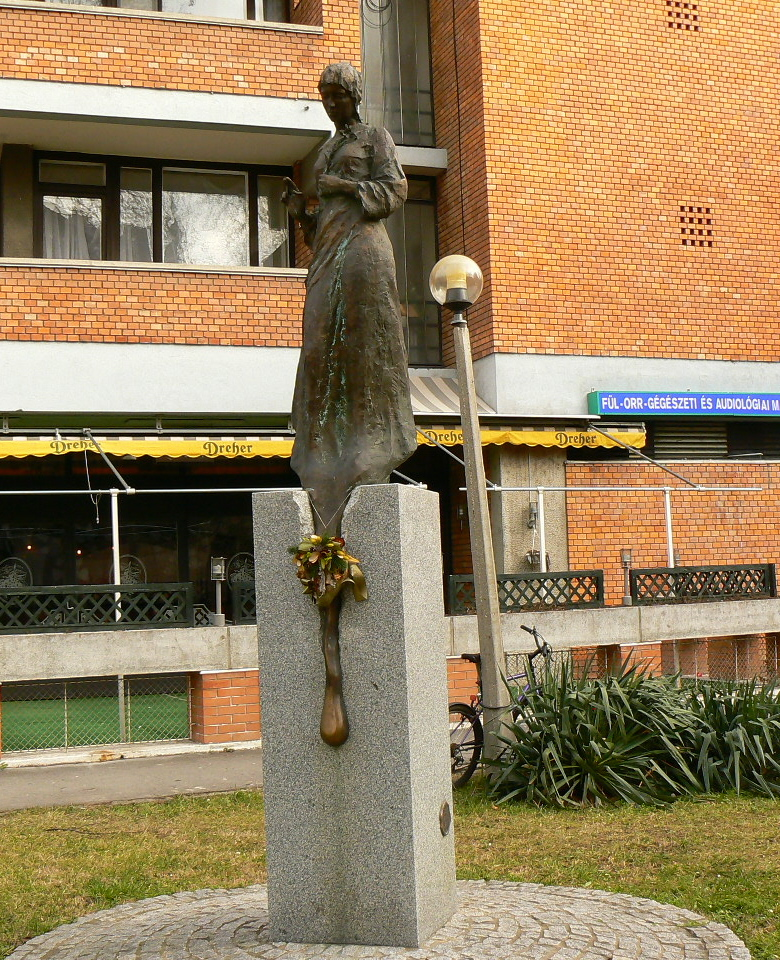
Popovics Lőrinc: Szent Borbála.

Popovics Lőrinc (Nádudvar, 1953. május 26. –) magyar szobrász
A Szegeden élő művész kezdetben lemezdomborításokat készített, majd érdeklődése a kő plasztikák irányába fordult. Az utóbbi időben festett faszobrok kerülnek ki keze alól.

## Tanulmányai
1980-ban szerzett rajzszakos tanári diplomát a Juhász Gyula Tanárképző Főiskola hallgatójaként. A Tábor utcai szabadiskolában Lapis András és Fritz Mihály tanítványa volt. Mesterének Rétfalvi Sándort tartja.

## Kiállításai

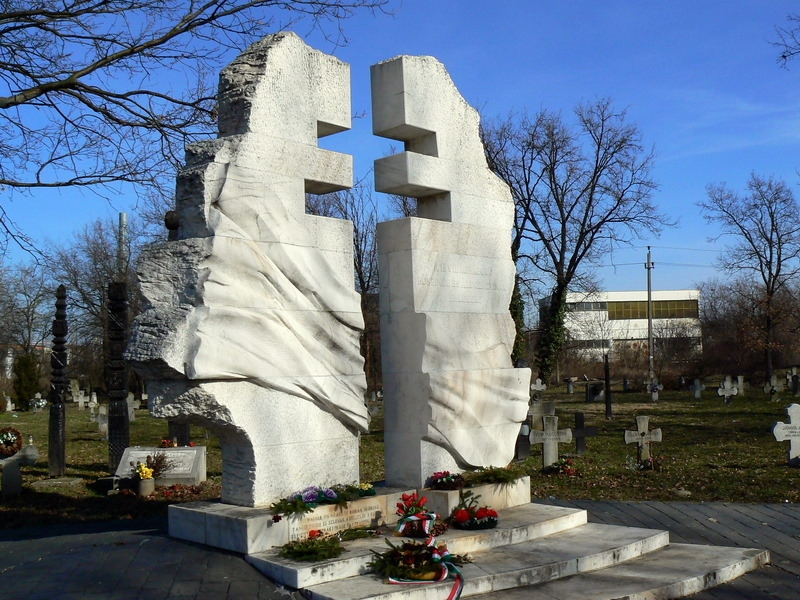
II. világháborús emlékmű

1977-től szerepel kisplasztikáival, érmeivel és kisgrafikákkal különféle kiállításokon.

### Csoportos kiállítások (válogatás)
- 1992 Nyári Tárlat, „Kinek Art” kiállítás Móra Ferenc Múzeum Képtára, Szeged, Pécs: Fondéria Galéria; II. Országos Bronzöntő Telep Kiállítása.
- 1993 Dinamikus kompozíciók. II. Nemzetközi Kortárs Képzőművészeti Kiállítás, Boneville, (Franciaország)
- 1994-97 Plein-Air, Városi Galéria, Csongrád, Kálvária Galéria, Szeged
- 1995, 1996, Plein-Air Nemzetközi Alkotótelep, Darmstadt, Németország
- 1996 Szegedi szobrászok, Móra Ferenc Múzeum Képtára, Szeged
- 1995, 1997 XIV., XV. Országos Kisplasztikai Biennále, Pécs, József Attila Művelődési Központ kiállítóterme, Baja

### Önálló kiállításai (válogatás)
- 1989 Szeged
- 1990 „B” Galéria, Szeged, Nyári Tárlat
- 1991 Szépmíves Tárlat
- 1994 Móra Ferenc Múzeum Képtára, Szeged
- 1995 Bartók Béla Művelődési Központ, Szeged
- 1996 Csók Galéria, Budapest
- 1997 Szegedi Nemzeti Színház, Szeged, Baja
- 1999 Székesfehérvár
- 2000 Kaposvár, Pápa

## Köztéri művei (válogatás)

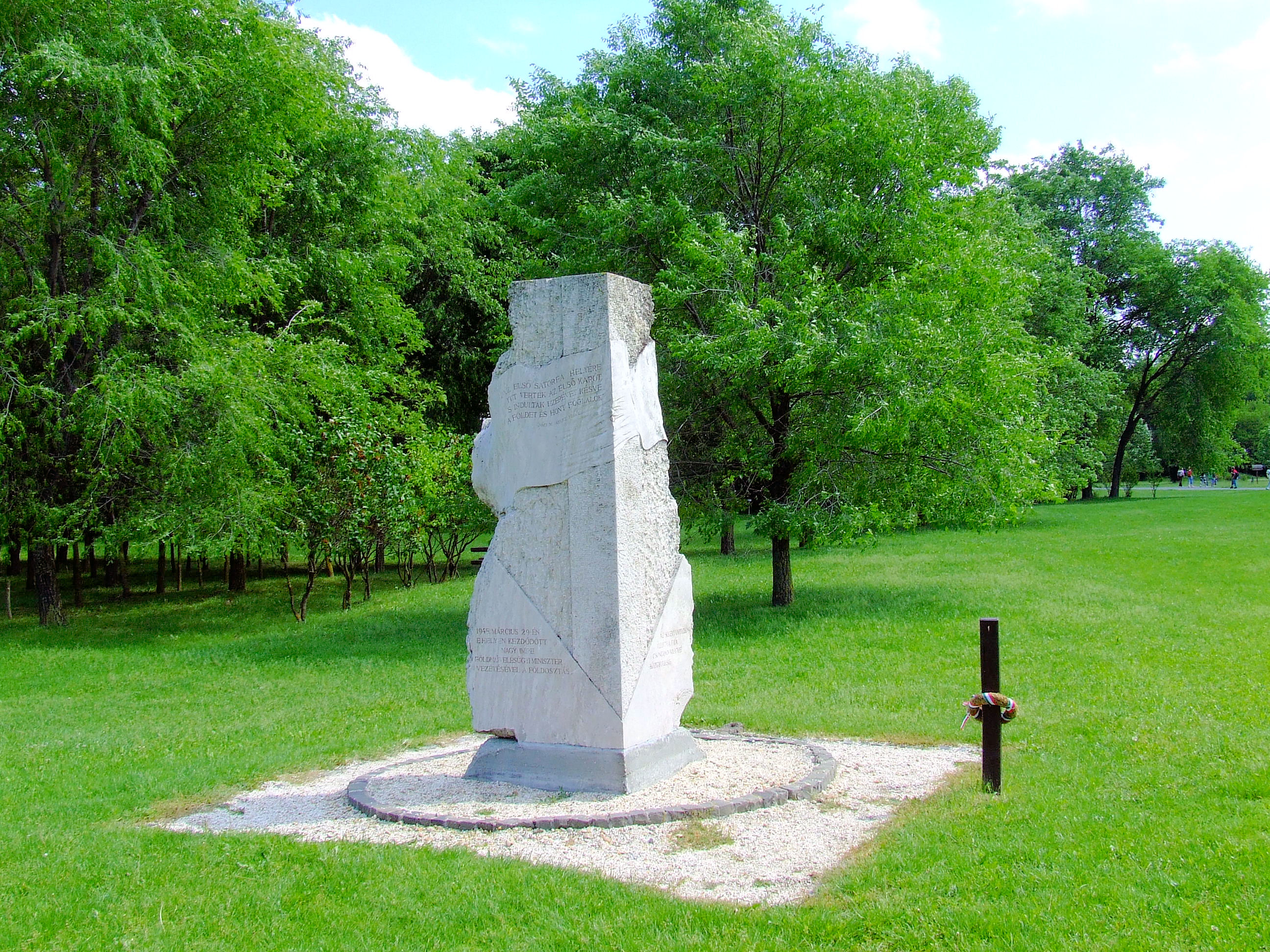
Földosztási emlékmű, Ópusztaszer

- 1993 Megyék országos gyűlése, emlékkő, Ópusztaszer, Nemzeti Történeti Emlékpark
- 1993 II. világháborús emlékmű, márvány, Szeged, Belvárosi temető
- 1995 Földosztási emlékmű, kő, Ópusztaszer, Nemzeti Történeti Emlékpark
- 1997 Áthatoló hasáb, kő, Csongrád, Művésztelep parkja
- 1998 Szent Borbála, szobor, bronz, Szeged
- 1999 Fordulópont, Szeged-Kiskundorozsma

## Díjai, elismerései (válogatás)
- 1990 Szeged város ösztöndíja
- 1993 II. világháborús emlékműpályázat I. díja, Szeged
- 1998 Szent Borbála-szoborpályázat, Szeged, III. díj

## Művésztelepek
- 1994 óta évente Plein-Air Nemzetközi Művésztelep, Csongrád
- 1995, 1996 a darmstadti Szecesszió Egyesületének meghívása, Nemzetközi művésztelep, Mirabel (Franciaország)